# Няваренайское староство
Няваренайское староство (лит. Nevarėnų seniūnija) — одно из 11 староств Тельшяйского района, Тельшяйского уезда Литвы. Административный центр — местечко Няваренай.

## История
Няваренайское староство было образовано 19 июля 1994 года, на месте Няваренайской апилинки.

## География
Находится на северо-западе Литвы, в северной части Тельшяйского района, на Жемайтской возвышенности. Северо-восточная часть староства расположена на Средне-Жемайтском плато, а вся остальная территория на Жемайтской водораздельной гряде.
Граничит с Дегайчяйским староством на юге, Гадунавским — на юго-западе, Тришкяйским — на юго-востоке, Шяркшненайским староством Мажейкяйского района — на западе и северо-западе, Тиркшляйским староством Мажейкяйского района — на севере, и Векшняйским староством Мажейкяйского района — на востоке и северо-востоке.
Площадь Няваренайского староства составляет 13 213 гектар, из которых 9264 га занимают сельскохозяйственные угодья, 3345 га — леса, 22 га — водная поверхность и 582 га — прочее.
Наиболее крупными лесными массивами, расположенными на территории староства, являются Дадотку, Памаркиёс, Скаудучю, Ужупес, Вирмену, Няримдайчю, Тримеседжио. Бо́льшая часть лесов находится под надзором Тельшяйского лесничества, за исключением лесов юго-восточной части староства, которые относятся к Убишкескому лесничеству.

### Гидрология
С гидрологический точки зрения территория Няваренайского староства относится к бассейну реки Вента.
По территории староства протекают следующие реки и ручьи: Малдянис, Бугянис, Тримеседис, Паслупис, Гиршупис, Куршупис, Рудупис, Бурбясис, Смялте, Кяулупис, Певис, Старкупис, Тарпию упис. Также на территории староства расположено три озёра: Моркишкю, Шилишкю, Баленелис. И образовано три водохранилища: Няримдайчю (образуемое плотиной на реке Тримеседис в местечке Няримдайчяй), Юозапаво (образуемое плотиной на реке Гиршупис в деревне Юозапавас) и Пятрайчю (находится в деревне Пятрайчяй, на реке Бурбясис). В болотистой юго-западной части староства находятся болота: Моркишкю, Шилишкю и Паэжерио.
| Карта Няваренайского староства |
| --- |
| оз. Баленелис оз. Моркишкю оз. Шилишкю вдхр. Пятрайчю вдхр. Юозапаво вдхр. Няримдайчю лес Няримдайчю лес Ужупес лес Дадотку Няваренай Няримдайчяй болото Моркишкю болото Шилишкю |

## Население
На апрель 2001 года население староства составляло 2028 чел, на сентябрь 2009 года — 1875 чел.
Няваренайское староство включает в себя местечки Няваренай и Няримдайчяй, а также 16 деревень: Баленеляй, Бугяняй, Вирменай, Дадоткай, Кантяняй, Лепкалнис, Миткайчяй, Моркишкяй, Нюркяй, Палепкалне, Пятрайчай, Скаудучяй, Тримеседис, Тучяй, Шилишкес и Юозапавас.
| №  |
| -- |
| 1  |
| 2  |
| 3  |
| 4  |
| 5  |
| 6  |
| 7  |
| 8  |
| 9  |
| 10 |
| 11 |
| 12 |
| 13 |
| 14 |
| 15 |
| 16 |
| 17 |
| 18 |

| Название                        | Статус   | Население (чел.) | Сянюнайтия      | На карте | Координаты                      |
| ------------------------------- | -------- | ---------------- | --------------- | -------- | ------------------------------- |
| Баленеляй (лит. Balėnėliai)     | деревня  | 31               | Няваренайская   |          | 56°09′00″ с. ш. 22°15′54″ в. д. |
| Бугяняй (лит. Būgeniai)         | деревня  | 21               | Няримдайчяйская |          | 56°04′44″ с. ш. 22°26′13″ в. д. |
| Вирменай (лит. Virmėnai)        | деревня  | 31               | Няримдайчяйская |          | 56°04′26″ с. ш. 22°23′28″ в. д. |
| Дадоткай (лит. Dadotkai)        | деревня  | 79               | Няваренайская   |          | 56°08′17″ с. ш. 22°17′53″ в. д. |
| Кантяняй (лит. Kanteniai)       | деревня  | 127              | Няваренайская   |          | 56°08′49″ с. ш. 22°18′00″ в. д. |
| Лепкалнис (лит. Liepkalnis)     | деревня  | 18               | Няваренайская   |          | 56°06′36″ с. ш. 22°19′44″ в. д. |
| Миткайчяй (лит. Mitkaičiai)     | деревня  | 283              | Миткайчяйская   |          | 56°07′52″ с. ш. 22°21′40″ в. д. |
| Моркишкяй (лит. Morkiškiai)     | деревня  | 73               | Няваренайская   |          | 56°05′24″ с. ш. 22°16′01″ в. д. |
| Нюркяй (лит. Niurkiai)          | деревня  | 32               | Няримдайчяйская |          | 56°05′46″ с. ш. 22°21′50″ в. д. |
| Няваренай (лит. Nevarėnai)      | местечко | 659              | Няваренайская   |          | 56°06′40″ с. ш. 22°16′59″ в. д. |
| Няримдайчяй (лит. Nerimdaičiai) | местечко | 349              | Няримдайчяйская |          | 56°04′59″ с. ш. 22°24′22″ в. д. |
| Палепкалне (лит. Paliepkalnė)   | деревня  | 36               | Няваренайская   |          | 56°06′18″ с. ш. 22°20′13″ в. д. |
| Пятрайчяй (лит. Petraičiai)     | деревня  | 39               | Няваренайская   |          | 56°05′24″ с. ш. 22°18′29″ в. д. |
| Скаудучяй (лит. Skaudučiai)     | деревня  | 34               | Няваренайская   |          | 56°06′07″ с. ш. 22°15′43″ в. д. |
| Тримеседис (лит. Trimėsėdis)    | деревня  | 35               | Миткайчяйская   |          | 56°06′54″ с. ш. 22°20′20″ в. д. |
| Тучяй (лит. Tučiai)             | деревня  | 37               | Миткайчяйская   |          | 56°07′08″ с. ш. 22°24′43″ в. д. |
| Шилишкес (лит. Šiliškės)        | деревня  | 25               | Няваренайская   |          | 56°05′49″ с. ш. 22°14′46″ в. д. |
| Юозапавас (лит. Juozapavas)     | деревня  | 119              | Миткайчяйская   |          | 56°07′01″ с. ш. 22°21′50″ в. д. |

## Административное деление
В 2009 году территория староства было подразделена на 3 сянюнайтии:
- Миткайчяйскую сянюнайтию, в состав которой вошли деревни: Миткайчяй, Юозапавас, Тучяй и Тримеседис;
- Няваренайскую сянюнайтию, в состав которой вошло местечко Няваренай и деревни: Баленеляй, Кантяняй, Дадоткай, Скаудучяй, Моркишкяй, Пятрайчай, Лепкалнис, Палепкалне и Шилишкес;
- Няримдайчяйскую сянюнайтию, в состав которой вошло местечко Няримдайчяй и деревни: Бугяняй, Нюркяй и Вирменай.[13]

|                          |
| Миткайчяйская сянюнайтия |

|                          |
| Няваренайская сянюнайтия |

|                            |
| Няримдайчяйская сянюнайтия |

## Образование
На территории староства действует три школы: средняя школа в местечке Няваренай и её филиалы в местечке Няримдайчай и деревне Миткайчяй. Всего в школах обучается 365 учеников и работает 49 преподавателей.

## Здравоохранение
На территории староства действует одна амбулатория, расположенная в местечке Няваренай. Персонал амбулатории состоит из двух врачей и трёх вспомогательных медицинских работников.

## Религия
Подавляющее большинство населения являются католиками.
Католические приходы Няваренайского староства подчиняются Тельшяйскому деканату Тельшяйской епархии.
На территории староства расположены следующие католические церкви:
- Церковь Пресвятой Девы Марии в деревне Миткайчяй (лит. Mitkaičių Švč. Mergelės Marijos bažnyčia);
- Церковь Святого Апостола Варфоломея в местечке Няримдайчяй (лит. Nerimdaičių Šv. apaštalo Baltramiejaus bažnyčia);
- Церковь Распятия Христова в местечке Няваренай (лит. Nevarėnų Nukryžiuotojo Jėzaus bažnyčia).[15]

Также на территории староства расположено 8 капличек (небольшая каплица): в деревне Дадоткай (1923 года постройки), в деревне Кантяняй (начала XX века), на кладбище деревни Моркишкяй (конца XIX века — начала XX века), в деревне Палепкалне (конца XIX века), около леса в деревне Скаудучяй (начала XX века), в деревне Скаудучяй (начала XX века), в деревне Шилишкес (1933 года) и в местечке Няваренай (1888 года).

## Транспорт и коммуникации

### Автодороги
Общая длина дорог проходящих по территории староства составляет 87 км.
По территории староства пролегают следующие автодороги районного значения: 
- 4604 (Анулинай–Тиркшляй);
- 4608 (Няваренай–Юозапавас);
- 4613 (Эйгирджяй–Миткайчяй–Певенай–Тиршкляй);
- 4625 (Вирменай–Няримдайчяй–Бугяняй);
- 4633 (Нюркяй–Няримдайчяй).[16]

### Железные дороги
Железнодорожная сеть не затрагивает территорию Няваренайского староства. Ближайшей железнодорожной линией является Кужяй–Кретинга, которая проходит параллельно южной границе староства, примерно, в 8 км.

### Почта
Территорию Няваренайского староства обслуживают два почтовых отделения:
- LT-88085 (адрес: местечко Няваренай, улица Лепу 16; телефон: +370 8 444 44 118);
- LT-88094 (адрес: местечко Няримдайчяй; телефон: +370 8 444 42 738).[19]

## Охрана природы
На юго-западе староства расположен небольшой сегмент восточной части Биосферного полигона леса Плинкшю (лит. Plinkšių miško biosferos poligonas).

## Интересные факты
В 1977 году учениками Няваренайской средней школы, на территории деревни Дадоткай, был найден клад, который представлял собой латунный горшок со спрятанными в нём 666 монетами XVI века. На данный момент монеты из клада хранятся в жемайтском музее «Алка» (г. Тельшяй).